# Planets
Planets – trzeci album studyjny amerykańskiego zespołu nu metalowego Adema (mimo to określany jest jako nagrany w stylistyce rocka alternatywnego i post grunge). Europejskie (nazywane międzynarodowym) wydanie albumu zawiera tylko 10 pierwszych utworów. Autorami utworów (nie licząc Estrellas który napisali Kirk Hammett, James Hetfield i Lars Ulrich z zespołu Metallica) jest grupa Adema.
Jest to jedyny album w którego nagraniu brał udział Luke Caraccioli, który opuścił zespół 25 października 2005. Planets to pierwszy album grupy na którym w tekstach utworów nie znajdują się wulgaryzmy. Piosenka Planets została wykorzystana w filmie Kłamstwo (ang. tytuł oryg. Cry Wolf).
Planets znalazł się na 152. miejscu listy Billboard 200 zawierającej najlepsze albumy studyjne i EP w Stanach Zjednoczonych według magazynu Billboard.

## Lista utworów
1. Shoot the Arrows (4:27)
2. Barricades in Time (4:18)
3. Tornado (3:49)
4. Sevenfold (5:06)
5. Planets (3:58)
6. Enter the Cage (4:04)
7. Remember (5:31)
8. Chel (3:42)
9. Until Now (3:47)
10. Rise Above (5:02)
11. Bad Triangle (4:00)
12. Better Living Through Chemistry (4:52)
13. Refusing Consciousness (3:24)
14. Lift Us Up (4:58)
15. Vikraphone (3:49)
16. Estrellas (dodatkowy utwór – cover The Thing That Should Not Be zespołu Metallica) (7:41)

## Skład

### Adema
- Luke Caraccioli – wokal, perkusja
- Kris Kohls – wokal, perkusja
- Tim Fluckey – gitara akustyczna, gitara elektryczna, gitara barytonowa, fortepian, wokal, perkusja
- Dave DeRoo – gitara basowa, wokal, perkusja

### Muzycy sesyjni
- Rio Life – wokal w piosence Bad Triangle

## Produkcja
- Adema, Nick Forcillo – produkcja i miksowanie